# Grande moschea del Venerdì
La Grande Moschea di Samarra (in arabo مسجد جامع سامرا‎?, Masjid Jāmiʿ Sāmarrā, "Moschea del Venerdì di Samarra") era una moschea del IX secolo di Samarra, in Iraq, all'epoca capitale del califfato abbaside.

La moschea era stata commissionata nell'848 e completata nell'851 dal califfo abbaside al-Mutawakkil che regnò (a Samarra) dall'847 fino all'861.
Di essa sopravvive di fatto il solo minareto, chiamato Malwiyya (in arabo ﻣﻠﻮﻳـة‎?), dalla particolare conformazione conica a spirale, che riprendeva la presunta struttura della Torre di Babele, strutturalmente derivando quindi dalle ziggurat assiro-babilonesi. Tale struttura, di minori dimensioni, è presente anche nella coeva Moschea di Ibn Tulun al Cairo (Egitto). Per la sua unicità e purezza formale è senza dubbio uno degli oggetti architettonici più famosi del mondo. 

La Malwiyya è alta 52 metri e la sua circonferenza nel punto più ampio è di 33 metri.

## Architettura
La moschea è a pianta rettangolare, misura circa 239 metri per 156, queste proporzioni sono 3/2 rispetto alla maggior parte delle moschee. Fu costruita in mattoni cotti e gesso, caratteristica questa dell'architettura abbaside. Le sue pareti, rinforzate da 44 torri semicircolari, fanno sembrare l'edificio una fortezza. La parete è coronata nella parte superiore da un fregio decorato con stucco. Questo recinto esterno può ospitare più fedeli nella grande preghiera comune del mezzogiorno del venerdì (o jumūʿa). 
La moschea è costituita da un ampio cortile con 16 porte circondato da arcate aperte e coperte, comprese quelle del muro (dove è ospitata la qibla). Il piano ipostilo è stato chiaramente ispirato alle prime moschee del mondo islamico, come quelle di Damasco. La corte era originariamente rivestita con gallerie e colonnati ora scomparsi, ed era circondato da un baluardo di 444 metri.
Ha 432 gradini che all'epoca venivano percorsi in groppa ai muli.
Ancora oggi le giovani spose irachene lo scalano per gettare al vento il velo del matrimonio perché ritengono sia di buon auspicio per il futuro.
La Moschea del Venerdì di Samarra fu distrutta una prima volta durante il XIII secolo, più precisamente nel 1278, durante l'invasione mongola dell'Iraq. Gli invasori mongoli, guidati da Hulagu Khan, saccheggiarono e distrussero gran parte della città di Samarra, compresa la moschea. Successivamente, il 1º aprile 2005, la parte superiore della torre è stata danneggiata dagli insorti iracheni con una bomba. Presumibilmente i ribelli hanno attaccato la torre perché le truppe statunitensi la stavano usando come belvedere.